# Betty Carter’s Finest Hour
Betty Carter’s Finest Hour — сборник американской певицы Бетти Картер, выпущенный 8 апреля 2003 года в рамках серии «Finest Hour» на лейбле Verve Records.

## Отзывы критиков
| Оценки критиков | Оценки критиков |
| Источник        | Оценка          |
| --------------- | --------------- |
| AllMusic        | [ 1 ]           |

Том Юрек в своём обзоре для AllMusic написал: «Этот сборник материалов Verve, возможно, и не является в буквальном смысле её звездным часом в дискографии, но это, несомненно, её звездный час в записях для лейблов, связанных с Verve, которые включают не только её более поздние записи Verve, но и те, что были на ABC начала 1960-х годов. Это солидная подборка работ Картер. Это правда, что она записывалась для стольких лейблов, что полное представление практически невозможно, но это будет полезно как фанатам, так и новичкам».

## Список композиций
1. «You’re Driving Me Crazy (What Did I Do?)» (Уолтер Дональдсон) — 1:47
2. «I Can’t Help It» (Бетти Картер) — 2:48
3. «Babe’s Blues» (Джон Хендрикс, Рэнди Уэстон) — 2:52
4. «Medley: I Didn’t Know What Time It Was / All The Things You Are / I Could Write a Book» (Лоренц Харт, Оскар Хаммерстайн II, Джером Керн, Ричард Роджерс) — 5:29
5. «Tight» (Бетти Картер) — 1:39
6. «Open the Door (Theme Song)» (Бетти Картер) — 5:02
7. «The Trolley Song» (Ральф Блейн, Хью Мартин) — 3:31
8. «I Could Write a Book» (Лоренц Харт, Ричард Роджерс) — 3:26
9. «Social Call» (Джиджи Грайс, Джон Хендрикс) — 2:25
10. «What a Little Moonlight Can Do» (Гарри Вудс) — 10:17
11. «It Don’t Mean a Thing (If It Ain’t Got That Swing)» (Дюк Эллингтон, Ирвинг Миллс) — 6:12
12. «The Good Life» (Саша Дистель, Джек Рирдон) — 6:59
13. «Droppin' Things» (Бетти Картер) — 5:57
14. «In the Still of the Night» (Коул Портер) — 4:06

## Участники записи
Музыканты
- Альт-саксофон — Джиджи Грайс (1), Джимми Пауэлл (1)
- Аранжировка — Бетти Картер (4, 5), Рэй Коупленд (3)
- Баритон-саксофон — Сахиб Шихаб (1)
- Бас-гитара — Сэм Джонс (1), Пек Моррисон (2, 3), Лайл Аткинсон (4), Бастер Уильямс (5), Кертис Ланди (6-10), Джим Хьюарт (11), Айра Коулман (12), Тарус Матин (13), Ариэль Джей Роланд (14)
- Вокал — Бетти Картер, Кармен Макрей (11)
- Тенор-саксофон — Бенни Голсон (1), Джером Ричардсон (2, 3), Дон Брэден (12), Крейг Хэнди (13)
- Труба — Кенни Дорэм (1), Рэй Коупленд (1, 3), Фредди Хаббард (13)
- Тромбон — Мелба Листон (1, 3)
- Ударные — Спекс Райт (1-3), Эл Хэрвуд (4), Чип Лайлз (5), Кенни Вашингтон (6-8), Льюис Нэш (9, 10, 12, 14), Грегори Хатчинсон (13), Винард Харпер (11)
- Фагот — Джером Ричардсон (3)
- Флейта — Джером Ричардсон (3)
- Фортепиано — Уинтон Келли (1-3), Норман Симмонс (4), Дэнни Миксон (5), Джон Хикс (6-8), Халид Мосс (9, 10), Эрик Ганнисон (11), Стивен Скотт (12), Марк Кэри (13), Сайрус Честнат (14)

Даты записи
- Треки с 1 по 5, 9, 10 и с 12 по 14 — 1958—1992, Нью-Йорк
- Треки с 6 по 8 и 11 — 1979—1987, Great American Music Hall, Сан-Франциско